# Renato Góes
Renato Góes de Oliveira (Recife, 19 de dezembro de 1986) é um ator brasileiro.

## Biografia
Nascido na cidade do Recife em 19 de dezembro de 1986, começou desfilando aos 4 anos de idade na capital pernambucana, sempre em trabalhos relacionados como fotos e figurações em comerciais locais. Aos 15 anos continuou a fazer mais trabalhos na área, em vários comerciais de TV. Até que se sentiu limitado por não ter falas nos comerciais, decidiu ser ator. Cursou teatro na Escola SESC de Teatro, em Piedade. Renato deu os primeiros passos como ator no Recife.
No final do ano de 2004, fez um desfile no Recife Fashion para VR Menswear, em que Cauã Reymond estava presente, e com ele seu produtor, na época Ivan Neves, e o empresário carioca Guilherme Abreu. Renato então, mandou fotos suas para eles, e um ano depois foi chamado para um teste na emissora Rede Globo, porém não resultou em nada.

## Carreira

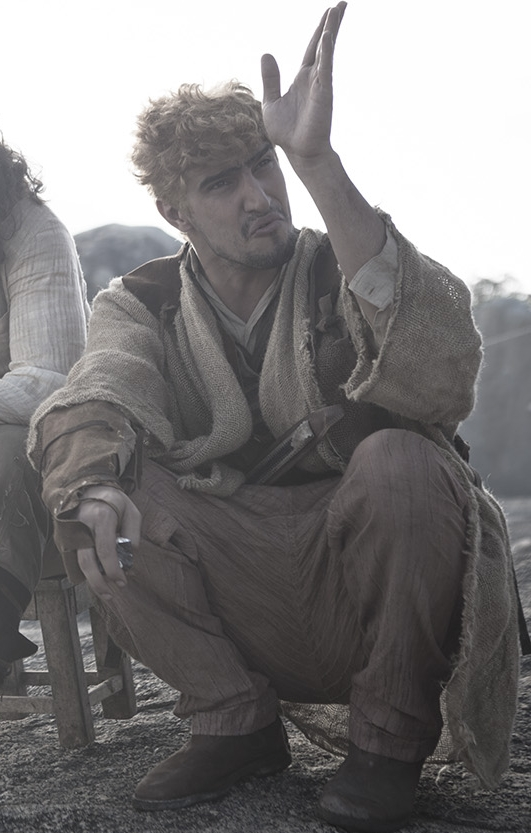
Renato durante as filmagens do filme Por Trás do Céu em 2014.

Iniciou sua carreira em 2005 no teatro atuando nas peças Improvisações e Cenas Curtas e Será que Vale a Pena?. Nos anos seguintes atuou em  Dois Perdidos numa Noite Suja  e O Vendedor de Cordel. No cinema, participou dos longa-metragens Jesus, o Nascimento, Polaroides Urbanas, Tropa de Elite e nos curta-metragens O Teste, O Mundo Que Eu Vejo, Romance em Preto e Branco, Cinema é a Maior Diversão, entre outras. Em 2006 fez uma participação especial em Pé na Jaca, da Rede Globo, interpretando o protagonista Lance jovem na primeira fase da novela. Em 2008 passou nos testes para um dos papéis principais em Água na Boca, última telenovela produzida pela Band, interpretando o coprotagonista Rai, que formava um triângulo amoroso com Joaquim Lopes e Priscila Sol.
Em 2009 fez uma participação no primeiro capítulo de Cama de Gato. Entre 2010 e 2011 foi apresentador do programa de televisão Comentário Geral, transmitido em rede nacional pela TV Brasil. Em 2011 passou nos testes para a novela das seis da Rede Globo, Cordel Encantado, interpretando o mau-caráter Fausto, filho do prefeito que utilizava o poder do pai para seus próprios propósitos. Já em 2012 interpretou o pedreiro Josias em Balacobaco, amante da personagem de Roberta Gualda. Em 2014 participa de um episódio do seriado Eu Que Amo Tanto como o marido de Zezé, papel de Carolina Dieckmann. Em 2016 participa do filme Apaixonados - O Filme e integra o elenco da minissérie Ligações Perigosas
No mesmo ano ganha destaque ao interpretar o protagonista Santo na primeira fase da novela Velho Chico, tendo um bom desempenho com o público e assinando contrato com fixo com a Rede Globo. Em 2017 viveu o protagonista da supersérie Os Dias Eram Assim, o médico Renato Reis, que enfrenta questões políticas entre as décadas de 1970 e 1980 durante a ditadura militar do Brasil. Renato foi convidado para interpretar o protagonista Afonso na novela Deus Salve o Rei, mas negou o convite para tirar férias. Apesar da recusa, a emissora negou as férias e ordenou que sua escalação fosse efetivada, porém após as primeiras cenas serem gravadas o ator conseguiu a dispensa. Em 2018 interpretou o rapper Marcelo D2 no filme biográfico Legalize Já - Amizade Nunca Morre, que conta a história da banda Planet Hemp. Em 2017, está no filme Por Trás do Céu como Micuim[carece de fontes?] Em 2018, rodou os filmes Macabro, do Marcos Prado, documentário Paixão Nacional, de Theresa Jessouroun e O Riso de Ariano, atuando novamente como filho de Cássia Kiss.
Em 2019 protagoniza a telenovela Órfãos da Terra, como Jammil, um libanês que se envolve com a noiva de um sheik e se torna refugiado no Brasil. Em 2022 interpreta José Leôncio jovem na primeira fase de Pantanal, no mesmo ano interpreta seu primeiro vilão em Mar do Sertão, o malvado Tertulinho.

## Vida pessoal
Entre 2010 e 2011 namorou a atriz Emanuelle Araújo. Em 2015 namorou a atriz e humorista Tatá Werneck. Em novembro de 2017, assumiu namoro com a atriz Thaila Ayala. Góes e Ayala ficaram noivos no Réveillon de 2018, e casaram-se no dia 5 de outubro de 2019 em cerimônia realizada na Igreja do Carmo de Olinda, com recepção no Instituto Ricardo Brennand no Recife.
O casal anunciou a gravidez do primeiro filho, Francisco, em agosto de 2021. Francisco nasceu em dezembro do mesmo ano no Rio de Janeiro, cidade onde os pais estão radicados. Em abril de 2023, nasceu a segunda filha do casal, Tereza.

## Filmografia

### Televisão
| Ano  | Título                 | Personagem                         | Nota                                 |
| ---- | ---------------------- | ---------------------------------- | ------------------------------------ |
| 2006 | Pé na Jaca             | Lance (adolescente)                | Episódios: "23–24 de novembro"       |
| 2008 | Água na Boca           | Raimundo Penaforte (Raí)           |                                      |
| 2009 | Cama de Gato           | Gustavo Brandão (jovem)            | Episódio: "28 de dezembro"           |
| 2010 | Comentário Geral       | Apresentador                       |                                      |
| 2011 | Cordel Encantado       | Fausto Peixoto                     |                                      |
| 2012 | Balacobaco             | Josias                             | Episódios: "4–5 de outubro"          |
| 2013 | Joia Rara              | Nuno Lopes                         |                                      |
| 2014 | Eu Que Amo Tanto       | Marido de Zezé                     | Episódio: "Zezé"                     |
| 2016 | Ligações Perigosas     | Vicente                            |                                      |
| 2016 | Velho Chico            | Santo dos Anjos (jovem)            | Episódios: "29 de março–11 de abril" |
| 2017 | Os Dias Eram Assim     | Renato Reis                        |                                      |
| 2019 | Órfãos da Terra        | Jamil Zarif                        |                                      |
| 2020 | Diário de Um Confinado | Samuca                             |                                      |
| 2022 | Pantanal               | José Leôncio (jovem)               | Episódios: "28 de março–12 de abril" |
| 2022 | Mar do Sertão          | Tertúlio Aguiar Filho (Tertulinho) |                                      |
| 2024 | Família é Tudo         | Tomás Monteiro (Tom)               |                                      |
| 2025 | Vale Tudo              | Ivan Meirelles                     |                                      |

### Cinema
| Ano  | Nome                              | Personagem              | Nota           |
| ---- | --------------------------------- | ----------------------- | -------------- |
| 2005 | Jesus, o Nascimento               |                         |                |
| 2006 | O Teste                           |                         | Curta-metragem |
| 2006 | Polaroides Urbanas                | Ator do Antígona        |                |
| 2006 | Tropa de Elite                    |                         |                |
| 2007 | O Mundo Que Eu Vejo               |                         | Curta-metragem |
| 2007 | Romance em Preto e Branco         |                         | Curta-metragem |
| 2007 | Cinema é a Maior Diversão         |                         | Curta-metragem |
| 2007 | Sexo Virtual                      |                         | Curta-metragem |
| 2011 | Entre Muros                       | Moacir                  | Curta-metragem |
| 2012 | A Confraria                       | Filipe                  | Curta-metragem |
| 2013 | Solidões                          | João Só                 |                |
| 2015 | Pequeno Dicionário Amoroso 2      | João                    |                |
| 2016 | Apaixonados - O Filme             | Francisco               |                |
| 2017 | Por Trás do Céu                   | Micuím                  |                |
| 2017 | Canastra Suja                     | Ator na festa de Celso  |                |
| 2018 | Legalize Já - Amizade Nunca Morre | Marcelo D2              |                |
| 2018 | EAS - Esquadrão Antissequestro    | Góes                    |                |
| 2019 | O Corpo é Nosso                   | Jornalista              | Documentário   |
| 2020 | Macabro                           | Téo                     |                |
| 2020 | Teocracia em Vertigem             | Barrabás                |                |
| 2021 | O Auto da Boa Mentira             | Fabiano Santos (adulto) |                |
| 2022 | Inverno                           | Rodrigo                 |                |
| 2022 | Lilith                            | Adão                    |                |
| 2024 | O Homem de Ouro                   | Mariel Mariscot         |                |

## Teatro
| Ano  | Nome                               | Personagem         |
| ---- | ---------------------------------- | ------------------ |
| 2005 | Improvisações e Cenas Curtas       | Vários personagens |
| 2005 | Será que Vale a Pena?              |                    |
| 2006 | Dois Perdidos numa Noite Suja      |                    |
| 2007 | O Vendedor de Cordel               |                    |
| 2007 | Paixão de Cristo de Nova Jerusalém | João               |
| 2008 | Se não quer Rir, Pede para Sair!   | Lupi               |
| 2011 | Igual a Você                       |                    |
| 2013 | Se eu Fosse Eu?                    |                    |
| 2013 | Adão, Eva e mais uns Caras         | Maurício           |
| 2014 | A Ceia do Senhor                   | Pilatos            |
| 2014 | Fazendo História                   |                    |
| 2015 | Bronca de quê?                     | Lupi               |
| 2015 | Cachorro Quente                    | Denilson           |
| 2018 | Paixão de Cristo de Nova Jerusalém | Jesus Cristo       |

## Música
| Ano  | Canção              | Outros artistas                                                        | Álbum              |
| ---- | ------------------- | ---------------------------------------------------------------------- | ------------------ |
| 2017 | "Aos Nossos Filhos" | Sophie Charlotte, Daniel de Oliveira, Gabriel Leone e Maria Casadevall | Os Dias Eram Assim |

## Prêmios e indicações
| Ano  | Associações                            | Categoria                            | Nomeações                         | Resultado |
| ---- | -------------------------------------- | ------------------------------------ | --------------------------------- | --------- |
| 2016 | Cine PE - Festival do Audiovisual      | Melhor Ator Coadjuvante              | Por Trás do Céu                   | Venceu    |
| 2016 | Prêmio Extra de Televisão              | Melhor Revelação Masculina           | Velho Chico                       | Indicado  |
| 2016 | Prêmio Quem de Televisão               | Melhor Revelação da TV               | Velho Chico                       | Indicado  |
| 2017 | Fest Aruanda do Audiovisual Brasileiro | Melhor Ator                          | Legalize Já - Amizade Nunca Morre | Venceu    |
| 2017 | Prêmio F5                              | Homem Mais Sexy                      | Renato Góes                       | Indicado  |
| 2017 | Melhores do Ano                        | Melhor Ator de Série ou Minissérie   | Os Dias Eram Assim                | Indicado  |
| 2017 | Prêmio Men of the Year Brasil          | Revelação                            | Os Dias Eram Assim                | Venceu    |
| 2017 | Prêmio Extra de Televisão              | Melhor Ator                          | Os Dias Eram Assim                | Indicado  |
| 2017 | Prêmio Contigo! de TV                  | Melhor Ator de Série                 | Os Dias Eram Assim                | Indicado  |
| 2017 | Melhores do Ano Minha Novela           | Melhor Ator                          | Os Dias Eram Assim                | Indicado  |
| 2017 | Melhores do Ano Minha Novela           | Melhor Casal (com Sophie Charlotte)  | Os Dias Eram Assim                | Indicado  |
| 2018 | Troféu Internet                        | Melhor Ator                          | Os Dias Eram Assim                | Indicado  |
| 2018 | Grande Prêmio Orgulho de Pernambuco    | Homenagem                            | Carreira no Cinema                | Venceu    |
| 2019 | Troféu AIB de Imprensa                 | Melhor Ator                          | Órfãos da Terra                   | Indicado  |
| 2019 | Melhores do Ano                        | Melhor Ator de Novela                | Órfãos da Terra                   | Indicado  |
| 2019 | Prêmio Contigo! Online                 | Par Romântico (com Julia Dalavia)    | Órfãos da Terra                   | Indicado  |
| 2019 | Prêmio Contigo! Online                 | Melhor Ator de Novela                | Órfãos da Terra                   | Indicado  |
| 2019 | Troféu Internet                        | Melhor Ator                          | Órfãos da Terra                   | Indicado  |
| 2021 | Festival Sesc Melhores Filmes          | Melhor Ator Nacional                 | Macabro                           | Indicado  |
| 2022 | Prêmio Notíciasdetv.com                | Melhor Ator em Participação Especial | Pantanal                          | Venceu    |
| 2022 | Prêmio Melhores do Ano Social1         | Melhor Ator                          | Mar do Sertão                     | Indicado  |
| 2023 | Prêmio iBest                           | Influenciador Protagonista           | Mar do Sertão                     | Indicado  |
| 2023 | Acervo Awards                          | Ator do Ano                          | Mar do Sertão                     | Indicado  |
| 2023 | Prêmio ArteBlitz de Novela             | Melhor Ator Vilão                    | Mar do Sertão                     | Indicado  |
| 2024 | Prêmio iBest                           | Influenciador Pernambuco             | Renato Góes                       | Pendente  |